# Saeed Ahmed Ali
Saeed Ahmed Ali (* 10. Februar 1982) ist ein Straßenradrennfahrer aus den Vereinigten Arabischen Emiraten.
Saeed Ahmed Ali wurde 2006 bei der nationalen Meisterschaft in den Vereinigten Arabischen Emiraten Zweiter im Straßenrennen hinter Khalid Ali Shambih. Im nächsten Jahr gewann er das Straßenrennen bei der nationalen Meisterschaft. Bei der Arab Gulf Cycling Championship in Saudi-Arabien gewann Saeed Ahmed Ali die Silbermedaille im Einzelzeitfahren hinter dem Sieger Badr Al Yassien.

## Erfolge
2007
- Nationaler Meister – Straßenrennen